# Рабинович, Израиль Михель
Израиль Михель (Михаил) Рабинович (ивр. ישראל מיכל רבינוביץ‎) — литовско-французский еврейский ученый, талмудист, переводчик, историк и медик; автор ряда учебных пособий (1818—1893).

## Биография
Израиль Михель Рабинович родился 6 июня 1818 года в городке Городец Гродненской губернии Российской империи (ныне агрогородок в Кобринском районе Брестской области Белоруссии) в семье раби Ашер-Цеби, бывшего раввином в этом населённом пункте, что, разумеется повлияло на интерес мальчика к религии. Духовное талмудическое образование он получил иешиботах Гродно и Брест-Литовска, а научное образование (филологическое и медицинское) в Бреславльском и Парижском университетах. В Париже И. М. Рабинович посвятил себя переводу Талмуда на французский язык, изучению истории еврейского права и истории еврейской медицины. 
Рабинович был сионистским активистом в Париже, поддерживал Вечную еврейскую ассоциацию, которая призывала к еврейскому обновлению в Земле Израиля, и возглавляла Ассоциацию Бней-Цион, а затем и «Несущих Циону» в Париже. Он служил осью Бней-Циона на Катовицкой конференции и был избран членом Центрального комитета.
Среди трудов Рабиновича наиболее известны следующие работы: «Législation civile du Talmud» (5 томов: перевод трактатов и отдельных глав, касающихся гражданского права Талмуда, с введением и критическим комментарием, Париж, 1873—1880); «Législation criminelle du Talmud» (критический перевод трактатов Сангедрин, Маккот, и части трактата Эдуиот, Париж, 1876); «La Médiane du Talmud» и «Principe talmudique de schechitah et de terepha au point de vue médicinal» (Париж, 1877; немецкое издание, Франкфурт-на-Майне, 1886); «Mebo ha-Talmud» (Вильна, 1894); «Traité des poisons de Maimonide» (Париж, 1865); «La religion nationale des anciens hébreux» (Париж, 1873); «Essai sur le judaïsme» (Париж, 1877); «Histoire sainte, Ancien Testament»; «Грамматика еврейского языка»; «Грамматика французского языка» и «Грамматика латинского языка». 
Незадолго до смерти, находясь в Варшаве, Рабинович пытался организовать издание своих книг в русском переводе, но это ему сделать не удалось.
Израиль Михель Рабинович скончался 27 мая 1893 года в Лондоне.